# تورغين (سويسرا)
تورغين (بالفرنسية: Trogen)‏ هي واحدة من بلديات كانتون أبينزيل أوسيرهودن في سويسرا. يقدر عدد سكانها بـ 1,688 نسمة .